# Scherma ai Giochi della XXVII Olimpiade - Fioretto individuale femminile
Il torneo di Fioretto individuale femminile dei giochi olimpici di Sydney 2000 si è svolto il 21 settembre 2000 presso il Sydney Exhibition Centre

## Programma
| Date                       | Time        | Round                                                              |
| -------------------------- | ----------- | ------------------------------------------------------------------ |
| Giovedì, 21 settembre 2000 | 09:30 17:30 | Trentaduesimi Sedicesimi Ottavi Quarti di finale Semifinali Finali |

## Risultati

### Finali
|  | Semifinali           | Semifinali           | Semifinali |            |                   | Finale               | Finale               | Finale             |  |
|  |                      |                      |            |            |                   |                      |                      |                    |  |
|  | Valentina Vezzali    | Valentina Vezzali    | 15         |            |                   |                      |                      |                    |  |
|  | Valentina Vezzali    | Valentina Vezzali    | 15         |            |                   |                      |                      |                    |  |
|  | Laura Badea-Cârlescu | Laura Badea-Cârlescu | 8          |            |                   |                      |                      |                    |  |
|  | Laura Badea-Cârlescu | Laura Badea-Cârlescu | 8          |            | Valentina Vezzali | Valentina Vezzali    | 15                   |                    |  |
|  |                      |                      |            |            | Valentina Vezzali | Valentina Vezzali    | 15                   |                    |  |
|  |                      |                      | Rita König | Rita König | 5                 |                      |                      |                    |  |
|  | Rita König           | Rita König           | Rita König | Rita König | 5                 | 15                   |                      |                    |  |
|  | Rita König           | Rita König           |            |            |                   | 15                   |                      |                    |  |
|  | Giovanna Trillini    | Giovanna Trillini    | 10         |            |                   | Finale terzo posto   | Finale terzo posto   | Finale terzo posto |  |
|  | Giovanna Trillini    | Giovanna Trillini    | 10         |            |                   |                      |                      |                    |  |
|  |                      |                      |            |            |                   |                      |                      |                    |  |
|  |                      |                      |            |            |                   | Laura Badea-Cârlescu | Laura Badea-Cârlescu | 9                  |  |
|  |                      |                      |            |            |                   | Laura Badea-Cârlescu | Laura Badea-Cârlescu | 9                  |  |
|  |                      |                      |            |            |                   | Giovanna Trillini    | Giovanna Trillini    | 14                 |  |